# Frank Siebeck
Frank Siebeck (ur. 17 sierpnia 1949 w Schkeuditz) – wschodnioniemiecki lekkoatleta, płotkarz, mistrz Europy z 1971.
Specjalizował się w biegu na 110 metrów przez płotki. Zdobył srebrny medal w tej konkurencji na europejskich igrzyskach juniorów w 1968 w Lipsku. Odpadł w półfinale biegu na tym dystansie na mistrzostwach Europy w 1969 w Atenach.
Zdobył srebrny medal w biegu na 60 metrów przez płotki na halowych mistrzostwach Europy w 1970 w Wiedniu.
Zwyciężył w biegu na 110 metrów przez płotki na mistrzostwach Europy w 1971 w Helsinkach. Został za to odznaczony Orderem Zasługi dla Ojczyzny III klasy. Na igrzyskach olimpijskich w 1972 w Monachium zajął 5. miejsce w finale biegu na 110 metrów przez płotki.
Zwyciężył w biegu na 60 metrów przez płotki na halowych mistrzostwach Europy w 1973 w Rotterdamie, a w rok później w Göteborgu zdobył na tym dystansie brązowy medal. Na mistrzostwach Europy w 1974 w Rzymie zajął 8. miejsce w finale biegu na 110 metrów przez płotki.
Zdobył srebrny medal na dystansie 60 metrów przez płotki na halowych mistrzostwach Europy w 1975 w Katowicach. Na igrzyskach olimpijskich w 1976 w Montrealu odpadł w półfinale biegu na 110 metrów przez płotki.
Wielokrotnie poprawiał rekord NRD na 110 metrów przez płotki, doprowadzając go do wyniku 13,3 s (28 sierpnia 1974 w Poczdamie).
Był mistrzem NRD w biegu na 110 metrów przez płotki w latach 1970-1974, wicemistrzem w 1969 i 1975 oraz brązowym medalistą w 1968, a także mistrzem w sztafecie 4 × 100 metrów w 1971 oraz wicemistrzem w 1969 i 1970. W hali był mistrzem NRD w biegu na 55 metrów przez płotki w 1970, na 50 metrów przez płotki w 1971 oraz w biegu na 60 metrów przez płotki w 1973, a wicemistrzem na 60 metrów przez płotki w 1974 i 1975 oraz mistrzem w sztafecie w 1970.
Jego synem jest Mark Siebeck, znany siatkarz, olimpijczyk z 2008.